# Jan van Glymes van Bergen
Jan van Glymes was een edelman die leefde van 1489-1514. Hij was de oudste zoon van Jan III van Glymes en Margaretha van Rouveroy.
Hoewel voorbestemd om heer van Bergen op Zoom te worden, raakte hij in 1514 bij een duel om vrouwen in Brussel 'seer gequetst', waardoor hij kort daarop overleed. Hij was heer van Walhain.
Jan was in 1504 getrouwd met Anna van Beveren (ook: Anna van Bourgondië genaamd), dochter van Filips van Bourgondië-Beveren en Anna van Borselen.